# Antonio Zamberletti
Antonio Zamberletti (Varese, 6 dicembre 1963) è un fumettista e scrittore italiano.

## Biografia
Inizia la sua carriera professionale nella Polizia di Stato e, dopo alcuni anni, diviene consulente per la sicurezza personale e aziendale. Nel 2005 pubblica il suo primo romanzo giallo, I morti non pagano, edito dalla Todaro Editore. Dal 2013 collabora con la Sergio Bonelli editore, scrivendo storie per Tex, Zagor e Dampyr.
Nel 2024 vince la VII edizione del Premio Alan D. Altieri Segretissimo con il romanzo "Marshall & Co."

## Opere

### Romanzi
- I morti non pagano, Todaro Editore, 2004, ISBN 9788886981538.
- I duri non piangono, Todaro Editore, 2005, ISBN 9788886981620.
- Silenziosi nella notte, Todaro Editore, 2008, ISBN 9788886981743.
- Cascina Smorta, Runa Editrice, 2015, ISBN 9788897674542.
- Codice Tunguska, Mondadori, 2015, ISBN 9788852068898.

### Fumetti
Tex
- Antonio Zamberletti (testi), Sandro Scascitelli (disegni); Sulle tracce di Kit Carson, in Tex n. 753 bis, Sergio Bonelli Editore, agosto 2023.
- Antonio Zamberletti (testi), Walter Venturi (disegni); Freedom Ranch, in Albi fuori serie di Tex#Tex Magazine n. 2, Sergio Bonelli Editore, gennaio 2017.

Zagor
- Antonio Zamberletti (testi), Marcello Mangiantini (disegni); L'uomo di Maverick, in Speciale Zagor n. 25, Sergio Bonelli Editore, marzo 2013.
- Antonio Zamberletti (testi), Alessandro Chiarolla (disegni); La legione degli assassini, in Maxi Zagor n. 23, Sergio Bonelli Editore, gennaio 2015.
- Antonio Zamberletti (testi), Domenico e Stefano Di Vitto (disegni); I rinnegati, in Maxi Zagor n. 27, Sergio Bonelli Editore, maggio 2016.
- Antonio Zamberletti (testi), Alessandro Chiarolla (disegni); I dominatori, in Zagor n. 611, Sergio Bonelli Editore, giugno 2016.
- Antonio Zamberletti (testi), Alessandro Chiarolla (disegni); Fiamme su Merrywell, in Zagor n. 612, Sergio Bonelli Editore, luglio 2016.
- Antonio Zamberletti (testi), Domenico e Stefano Di Vitto (disegni); Il segreto del Colonnello Perry, in Color Zagor n. 4, Sergio Bonelli Editore, agosto 2016.
- Antonio Zamberletti (testi), Marco Torricelli (disegni); Il segreto dei Druidi, in Maxi Zagor n. 30, Sergio Bonelli Editore, maggio 2017.

Dampyr
- Antonio Zamberletti (testi), Marco Santucci e Patrick Piazzalunga (disegni); El Lobo, in Speciale Dampyr n. 10, Sergio Bonelli Editore, ottobre 2014.
- Antonio Zamberletti (testi), Luca Raimondo (disegni); Mogadiscio, in Maxi Dampyr n. 7, Sergio Bonelli Editore, luglio 2015.